# NGC 6653
NGC 6653 ist eine elliptische Galaxie vom Hubble-Typ E1: im Sternbild Pfau am Südsternhimmel. Sie ist schätzungsweise 225 Millionen Lichtjahre von der Milchstraße entfernt und hat einen Durchmesser von etwa 115.000 Lichtjahren. Im selben Himmelsareal befinden sich u. a. die Galaxien IC 4746 und IC 4747.
Das Objekt wurde am 28. Juni 1835 von dem britischen Astronomen John Herschel entdeckt.